# ADM-3A

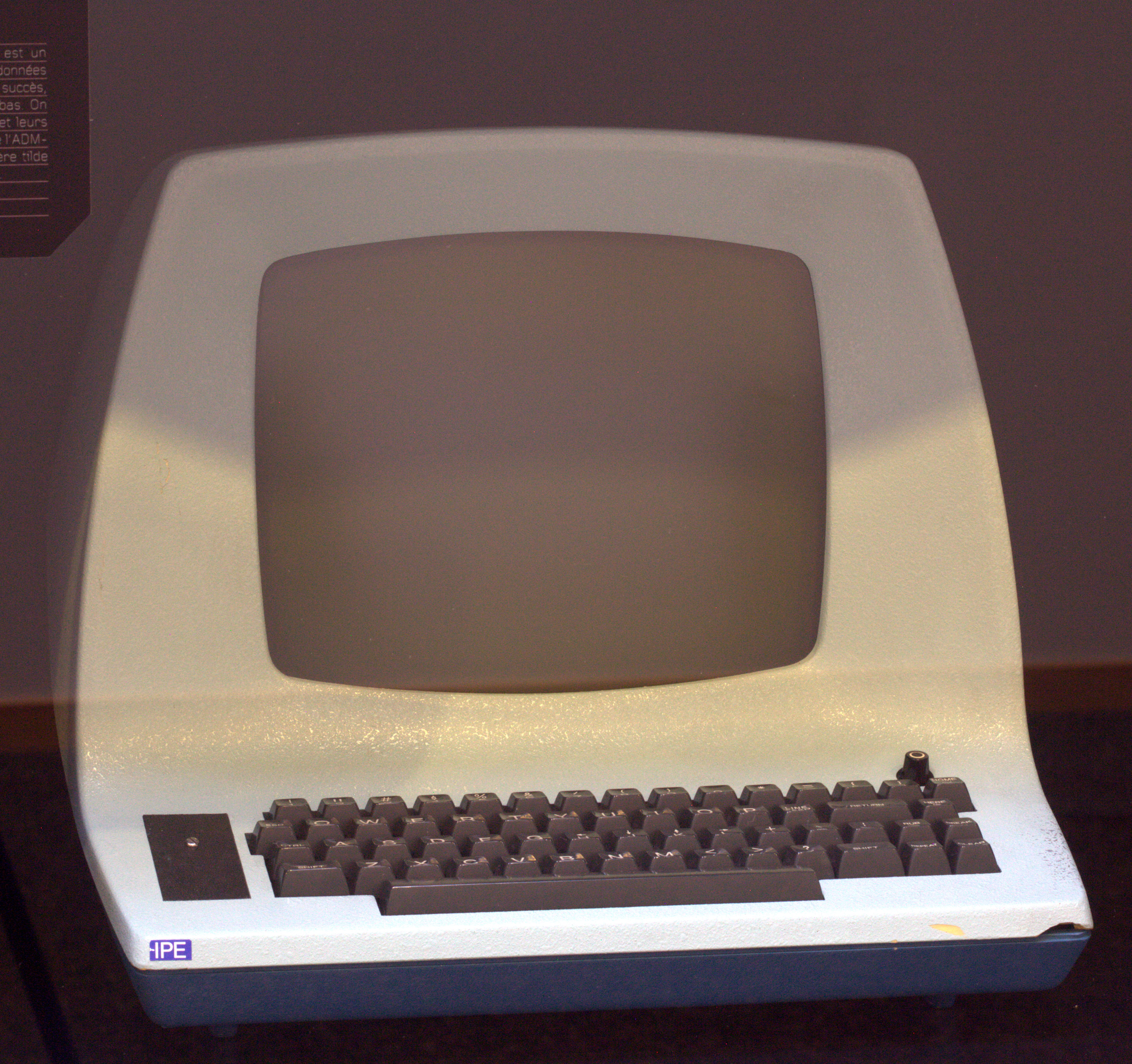
ADM-3A

ADM-3A ist ein ASCII-Computer-Terminal, gebaut von Lear Siegler und ab 1976 am Markt, zählt zu den ersten Computer-Terminals. Es konnte auf seinem 30 cm (12 Zoll) monochrom-Bildschirm 12 oder 24 Zeilen zu je 80 ASCII-Zeichen darstellen. Es verfügt über eine erweiterte Schreibmaschinen-Tastatur mit 59 Tasten, QWERTY-Belegung, mit einigen speziell belegten Tasten. Über eine serielle Schnittstelle, wählbar nach der Norm EIA-232 oder als 20-mA-Fernschreiber-Anschluss, wurde es an den Host-Rechner angeschlossen. Es war als Bausatz zum Preis von 995 US$ oder als fertig zusammengebautes Gerät um 1.195 US$ erhältlich.
Die ursprüngliche Version, das ADM-3, konnte nur Großbuchstaben darstellen. Die Konfiguration erfolgte über 32 DIP-Schalter, unter anderem konnte damit die Datenübertragungsrate zwischen 70 und 19.200 bps eingestellt werden. Als Besonderheit, und im Gegensatz zu später entwickelten Computer-Terminals wie dem VT100, benutzt das ADM-3A keinen Mikroprozessor. Die komplette Schaltung besteht aus einer Vielzahl von 74xx-Logikbausteinen, mit denen auch der komplette Videocontroller und die Cursorsteuerung realisiert sind. Die einzigen höher integrierten Schaltungen sind der Universal Asynchronous Receiver Transmitter (UART), der RAM-Speicher als Textspeicher und ein fix programmierter ROM-Chip, welcher die Glyphen des ASCII-Zeichensatzes beinhaltet.

Tastaturbelegung

Auf einem ADM-3A wurde 1976 von Bill Joy der frühe Texteditor vi geschrieben. Da das ADM-3A zur Cursorsteuerung die Tasten H, J, K und L verwendet, leiten sich auch davon die entsprechenden Befehle im vi ab.